# Armando Lucas Contreras
José Armando Lucas Contreras (Madrid, 20 d'octubre de 1966) és un exfutbolista espanyol, que ocupava la posició de defensa.

## Trajectòria
Sorgeix del planter de l'Atlètic de Madrid. A la campanya 87/88 hi debuta amb els matalassers a la màxima categoria, tot jugant onze partits eixe any. Durant les dues següents temporades formaria part del primer planter madrileny, i encara que sent suplent, va gaudir de força minuts. L'estiu de 1990 recala al RCD Mallorca, amb qui també alterna la titularitat amb la suplència durant dues campanyes. Després del descens a Segona Divisió dels balears el 1992, fitxa per Marbella on és titular durant dues temporades. Posteriorment milita a Segona Divisió amb el CD Badajoz (94/95) i el Getafe CF (95/96). En total, va sumar 185 partits i un gol entre Primera i Segona Divisió.